# Grünwinkel
Grünwinkel ist ein Stadtteil im Südwesten von Karlsruhe.
Während der Römerzeit befand sich ein Vicus in Grünwinkel. Am Rand dieser Siedlung wurden hier von 1922 bis 1927 drei Ziegelöfen und ein Töpferofen freigelegt, die wohl vom Ende des 1. Jahrhunderts n. Chr. bis zum Ende des 2. Jahrhunderts betrieben wurden.
Erste Nachweise reichen ins 15. Jahrhundert zurück, der Ort hieß Krähwinkel. Dorf und Zollstation wurden 1710 gegründet, 1909 nach Karlsruhe eingemeindet.
Zum Gebiet des heutigen Stadtteils gehört großzügige Bebauung entlang der Alb, die Wohngebiete Hardecksiedlung und Heidenstücker sowie ausgedehnte Gewerbegebiete entlang der Maxaubahn und der Südtangente, u. a. die Brauerei Hatz-Moninger und der Standort Karlsruhe des Feuerwehrausrüsters Rosenbauer.
Nicht mehr genutzte Gewerbeimmobilien wurden teilweise der Gastronomie- und Freizeitnutzung zugeführt, z. B. die Kletterhalle The Rock, außerdem haben sich eine Reihe von Freikirchen angesiedelt.
In Grünwinkel befindet sich das Briefzentrum Karlsruhe, auch Briefzentrum 76 genannt. Es ging am 22. November 1996 in Betrieb. In ihm werden täglich bis zu 2,25 Millionen Sendungen sortiert.

## Verkehr
Mit Karlsruhe West verfügt Grünwinkel über einen Halt an der Bahnstrecke Winden–Karlsruhe.

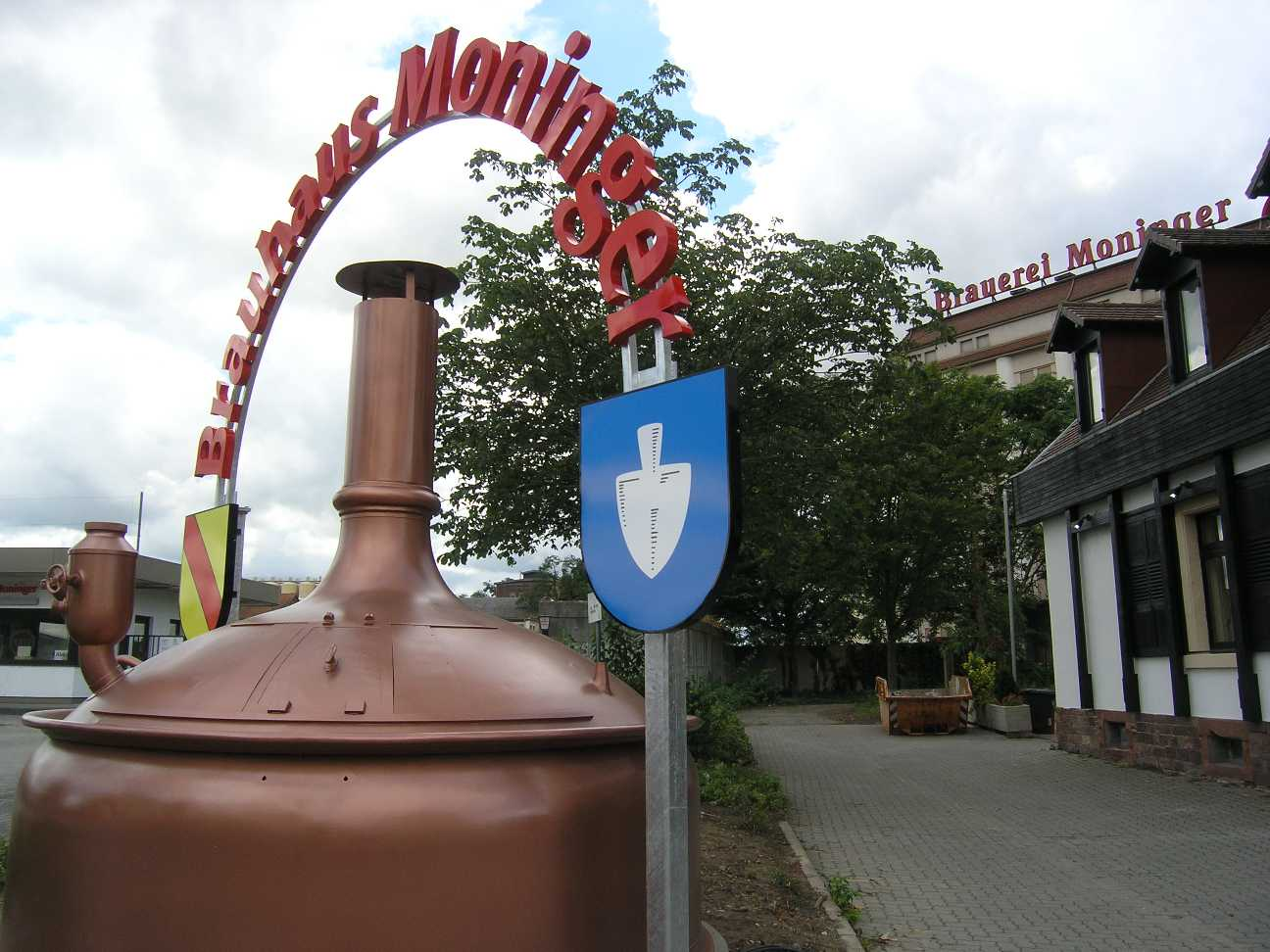
Brauerei Moninger
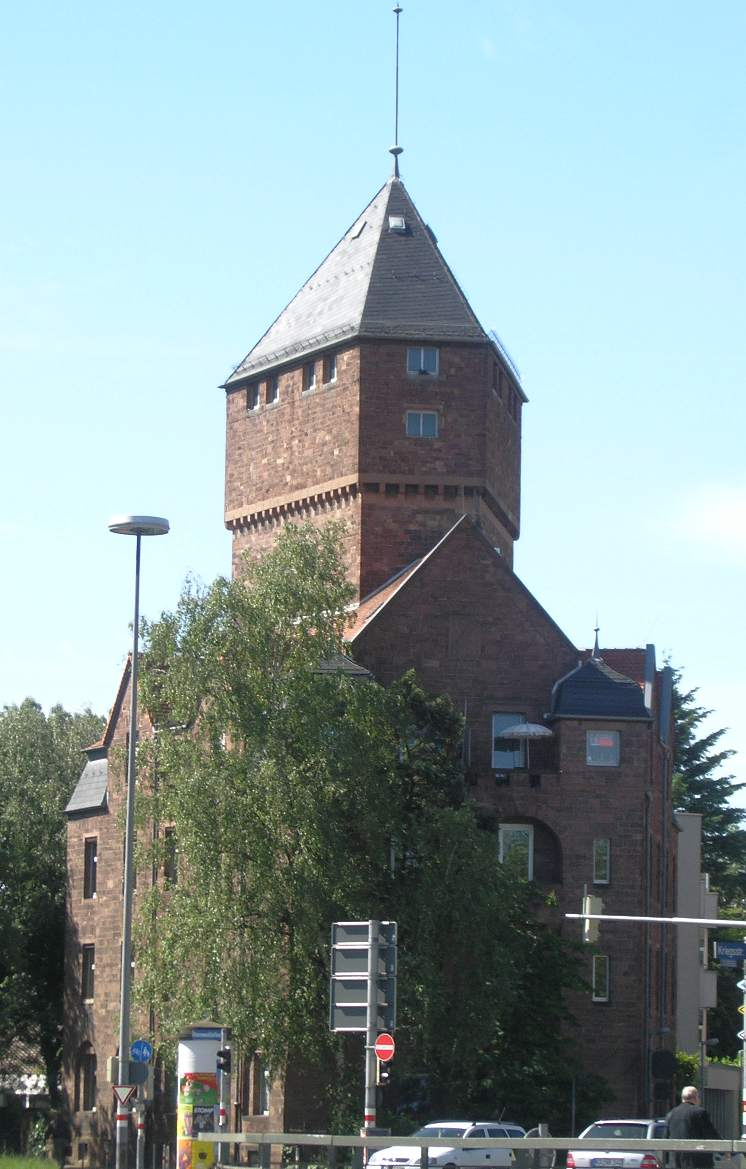
Ehemaliger Wasserturm
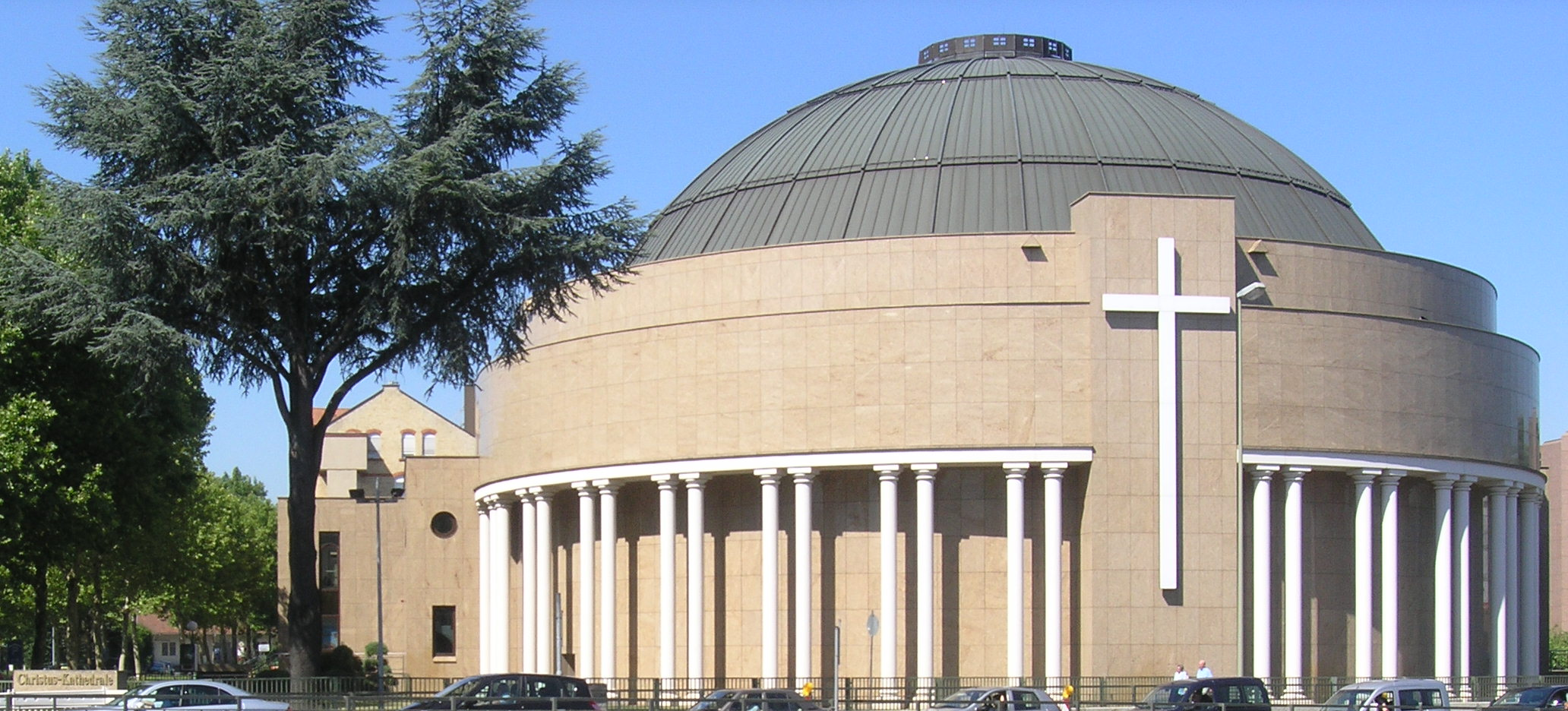
Missionswerk Karlsruhe